# والتر بايرون
والتر بايرون (بالإنجليزية: Walter Byron)‏ هو ممثل بريطاني (وحمل سابقاً جنسية المملكة المتحدة لبريطانيا العظمى وأيرلندا)، ولد في 11 يونيو 1899 في المملكة المتحدة، وتوفي في 2 مارس 1972 في الولايات المتحدة.

## أعمال

### أفلام
- (1934) الوكيل البريطاني

## وصلات خارجية
- والتر بايرون على موقع IMDb (الإنجليزية)
- والتر بايرون على موقع ألو سيني (الفرنسية)
- والتر بايرون على موقع أول موفي (الإنجليزية)
- والتر بايرون على موقع قاعدة بيانات الأفلام السويدية (السويدية)
- والتر بايرون على موقع قاعدة بيانات الفيلم (الإنجليزية)
- والتر بايرون على موقع كينوبويسك (الروسية)